# Куп Босне и Херцеговине у рукомету
Куп Босне и Херцеговине је рукометни куп Босне и Херцеговине који се одржава од 2001. у организацији Рукометног савеза Босне и Херцеговине.

## Историја
Куп Босне и Херцеговине у рукомету постоји тек од 2001. године. До тада су постојала три одвојена савеза која су организовала засебна такмичења, иако је ЕХФ признавао само оне из рукометног савеза Федерације.
Године 1998. и 1999. долази до доигравања купа уз учешће најбољих екипа из савеза са седиштима у Сарајеву и Мостару. 2000. године учешће у доигравању узимају и клубови из Републике Српске, али већ следеће 2001. године дошло је до спора између регионалних савеза, тако да се доигравање није ни одиграло. Ипак крајем 2001. године долази до договора регионалних савеза и од тада се редовно игра куп на територији целе Босне и Херцеговине.

## Прваци регионалних купова
| Сезона   | Куп Босне и Херцеговине | Куп Херцег-Босне    | Куп Републике Српске |
| -------- | ----------------------- | ------------------- | -------------------- |
| 1992/93. | није играно             | није играно         | РК Борац Бања Лука   |
| 1993/94. | РК Слобода Тузла        | ХРК Извиђач Љубушки | РК Борац Бања Лука   |
| 1994/95. | РК Босна Високо         | ХРК Извиђач Љубушки | РК Борац Бања Лука   |
| 1995/96. | РК Слобода Тузла        | ХРК Извиђач Љубушки | РК Борац Бања Лука   |
| 1996/97. | РК Борац Травник        | ХРК Извиђач Љубушки | РК Борац Бања Лука   |
| 1997/98. | РК Босна Високо         | ХРК Извиђач Љубушки | РК Борац Бања Лука   |
| 1998/99. | РК Босна Високо         | ХРК Извиђач Љубушки | РК Борац Бања Лука   |
| 1999/00. | РК Легно Сарајево       | ХРК Извиђач Љубушки | РК Борац Бања Лука   |
| 2000/01. | РК Босна Високо         | ХРК Извиђач Љубушки | РК Борац Бања Лука   |

### Доигравање за куп Босне и Херцеговине

##### Финалне утакмице Купа Босне и Херцеговине
| 1998.1 | РК Босна Високо     |              | ХРК Извиђач Љубушки |              |              |              |
| 1999.1 | ХРК Извиђач Љубушки |              | РК Босна Високо     |              |              |              |
| 2000.  | РК Легно Сарајево   |              | РК Борац Бања Лука  |              |              |              |
| 2001.2 | није играно3        | није играно3 | није играно3        | није играно3 | није играно3 | није играно3 |

Напомена:
1 Клубови из Републике Српске нису играли плеф-оф купа 1998. и 1999. године.
2 Плеј-оф 2001. године није одигран услед неслагања регионалних савеза.
3 ЕХФ је признао само првенство купа, под оргаизацијом чије је седиште у Сарајеву, тиме је РК Босна Високо проглашена за победника купа БиХ, они су у финалу победили РК Грачаницу

## Финалне утакмице Купа Босне и Херцеговине
| Сезона   | Победник            | Резултат     | Финалиста             |
| -------- | ------------------- | ------------ | --------------------- |
| 2001/02. | ХРК Извиђач Љубушки |              | РК Криваја Завидовићи |
| 2002/03. | РК Босна Сарајево   |              | РК Слога Добој        |
| 2003/04. | РК Босна Сарајево   |              | ХРК Извиђач Љубушки   |
| 2004/05. | РК Слога Добој      |              | ХРК Извиђач Љубушки   |
| 2005/06. | РК Слога Добој      |              | РК Босна Сарајево     |
| 2006/07. | РК Борац Бања Лука  |              | РК Босна Сарајево     |
| 2007/08. | РК Босна Сарајево   | 26:24        | РК Коњух Живинце      |
| 2008/09. | РК Босна Сарајево   | 37:20        | РК Слога Добој        |
| 2009/10. | РК Босна Сарајево   | 37:27        | ХРК Извиђач Љубушки   |
| 2010/11. | РК Борац Бања Лука  | 28:22        | ХРК Извиђач Љубушки   |
| 2011/12. | РК Горажде          | 32:28        | РК Челик Зеница       |
| 2012/13. | РК Борац Бања Лука  | 33:26        | РК Чапљина            |
| 2013/14. | РК Борац Бања Лука  | 25:23        | ХРК Извиђач Љубушки   |
| 2014/15. | РК Борац Бања Лука  | 29:24        | РК Челик Зеница       |
| 2015/16. | РК Вогошћа          | 31:30        | ХРК Извиђач Љубушки   |
| 2016/17. | РК Зрињски Мостар   | 33:31        | ХРК Извиђач Љубушки   |
| 2017/18. | РК Борац Бања Лука  | 22:19        | РК Босна Високо       |
| 2018/19. | РК Борац Бања Лука  | 21:21, 23:22 | ХРК Извиђач Љубушки   |

## Успешност клубова
| Клуб                  | Победник | Финалиста | Година (победник)                                              | Година (финалиста)                                    |
| --------------------- | -------- | --------- | -------------------------------------------------------------- | ----------------------------------------------------- |
| РК Борац Бања Лука    | 7        | 1         | 2006/07, 2010/11, 2012/13, 2013/14, 2014/15, 2017/18, 2018/19. | 1999/00.                                              |
| РК Босна Сарајево     | 5        | 2         | 2002/03, 2003/04, 2007/08, 2008/09, 2009/10.                   | 2005/06, 2006/07.                                     |
| ХРК Извиђач Љубушки   | 2        | 6         | 1998/99, 2001/02.                                              | 1997/98, 2003/04, 2004/05, 2009/10, 2010/11, 2013/14. |
| РК Слога Добој        | 2        | 2         | 2004/05, 2005/06.                                              | 2002/03, 2008/09.                                     |
| РК Босна Високо       | 2        | 1         | 1997/98, 2000/01.                                              | 1998/99.                                              |
| РК Горажде            | 1        | -         | 2011/12.                                                       | -                                                     |
| РК Зрињски Мостар     | 1        | -         | 2016/17.                                                       | -                                                     |
| РК Вогошћа            | 1        | -         | 2015/16.                                                       | -                                                     |
| РК Легно Сарајево     | 1        | -         | 1999/00.                                                       | -                                                     |
| РК Грачаница          | -        | 1         | -                                                              | 2000/01.                                              |
| РК Криваја Завидовићи | -        | 1         | -                                                              | 2001/02.                                              |
| РК Коњух Живинце      | -        | 1         | -                                                              | 2007/08.                                              |
| РК Челик Зеница       | -        | 1         | -                                                              | 2011/12.                                              |
| РК Чапљина            | -        | 1         | -                                                              | 2012/13.                                              |